# Ваулово (деревня, Тутаевский район)
В Тутаевском районе есть ещё два населённых пункта с таким названием. Село Ваулово, расположено на реке Эдома к югу от федеральной трассы Ярославль-Рыбинск. Посёлок Ваулово расположен при одноимённой железнодорожной станции. Территория посёлка поделена между Тутаевским и Большесельским районами, поэтому посёлок Ваулово есть и в Большесельском районе. Кроме того, в Большесельском районе, в долине реки Черёмуха есть ещё одна деревня Ваулово.
Ваулово — деревня Николо-Эдомского сельского округа Артемьевского сельского поселения Тутаевского района Ярославской области .
Деревня находится на западе сельского поселения, к северо-западу от Тутаева вблизи границы Тутаевского и Рыбинского районов. Ваулово стоит на расстоянии около 500 м к северо-востоку от федеральной трассы Р151 Ярославль—Рыбинск и это последння деревня Тутаевского района по этой трассе. Далее в сторону Рыбинска следует лес шириной около 4 км, и за которым у дороги стоит деревня Запрудново, которая находится уже в Рыбинском районе. В северо-восточном направлении через Ваулово проходит дорога к деревне Новенькое и стоящему на правом  санаторию Красный Октябрь и посёлку при санатории. К востоку от Ваулово на расстоянии около 1 км стоят деревни Большое и Малое Титовское, расположенные на левом берегу реки Эдома при её впадении в Волгу. К югу, с другой стороны трассы стоит деревня Рождественное .
Деревня Ваулова указана на плане Генерального межевания Борисоглебского уезда 1792 года. По сведениям 1859 года деревня Антипино относилась к Романово-Борисоглебскому уезду .
На 1 января 2007 года в деревне Ваулово числилось 2 постоянных жителя . По карте 1975 г. в деревне жило 10 человек. Почтовое отделение, находящееся в деревне Столбищи, обслуживает в деревне Ваулово 11 домов . В деревне одна улица, названная Интернациональной .